# Megachile neoxanthoptera
Megachile neoxanthoptera är en biart som beskrevs av Cockerell 1933. Megachile neoxanthoptera ingår i släktet tapetserarbin, och familjen buksamlarbin. Inga underarter finns listade i Catalogue of Life.